# Short Skyvan
Dimensions
Le Short SC.7 Skyvan est un avion de transport construit en Grande-Bretagne au début des années 1960 et encore utilisé en 2017

## Développement
À la fin des années 1950 l'ingénieur britannique George Miles, concepteur entre autres du Master chercha à développer avec son homologue français Maurice Hurel un nouvel avion de transport léger en s'appuyant sur les travaux de ce dernier en matière d'ailes à grand allongement. Ce procédé permettait, moyennant une augmentation substantielle de l'envergure, d'augmenter les capacités aux décollages et atterrissages courts, une technique alors en plein essor. Ainsi naquit le HDM-106 (HDM pour Hurel-Dubois Miles) que Miles baptisa Caravan.
Malgré un fort potentiel et la signature de deux grands noms de l'aéronautique européenne contemporaine, le HDM-106 ne suscita aucun intérêt tant en Grande-Bretagne qu'ailleurs. Sauf peut être auprès de la société Short qui cherchait à se diversifier à la suite de la chute des demandes en hydravions (sa spécialité). Miles présenta son avion aux responsables de l'entreprise qui le refusèrent sous cette forme mais en acquirent toutefois les droits de développement sous la désignation de Skyvan (« Camionnette aérienne »).
S'ils conservèrent l'architecture générale de l'avion, ils y apportèrent quelques menues modifications, et le premier avion, connu comme « SC.7 » dans la nomenclature du constructeur commença à être assemblé dès 1960. Toutefois cet avion n'était nullement prioritaire pour ce constructeur qui préférait privilégier l'usinage et le développement du Belfast commandé en série par la Royal Air Force.
Au départ les équipes de l'avionneur songeait à propulser l'avion avec des moteurs de six cylindres Continental GTSIO-520 de 390 ch. chacun. Toutefois cette alternative ne suscita pas un grand intérêt.
De ce fait, dans un second temps Short fit appel au motoriste français Turbomeca et à son turbopropulseur Astazou, notamment connu pour équiper l'hélicoptère Alouette II. Par la suite une alternative fut trouvée, notamment pour intéresser le marché américain sous la forme du turbopropulseur Garrett TPE331, connu notamment pour équiper l'avion d'attaque argentin FMA IA-58 Pucará.
Au total l'avion a été produit à 149 exemplaires jusqu'en 1986, répartis en quatre séries différentes. Il a été vendu tant à des clients civils que militaires. Depuis les années 1980, il est particulièrement apprécié pour l'entraînement des parachutistes, au même titre que le Pilatus PC-6.

## Aspects techniques
Le Short SC.7 Skyvan se présente sous la forme d'un bimoteur monoplan à ailes haute contreventé à grand allongement doté d'un train d'atterrissage tricycle fixe. Il a été construit en métal. L'une des particularités de l'avion repose dans son fuselage de section rectangulaire disposant d'un rampe arrière et d'un empennage double dérive. Son poste de pilotage biplace côte à côte est largement vitré. L'avion peut accueillir entre seize et dix-neuf passagers, voire jusqu'à 22 passagers dans le cas des machines militaires. Une charge de fret de 2 270 kg peut en outre être transportée. Le Skyvan n'a pas été prévu pour recevoir d'armement.

## Versions

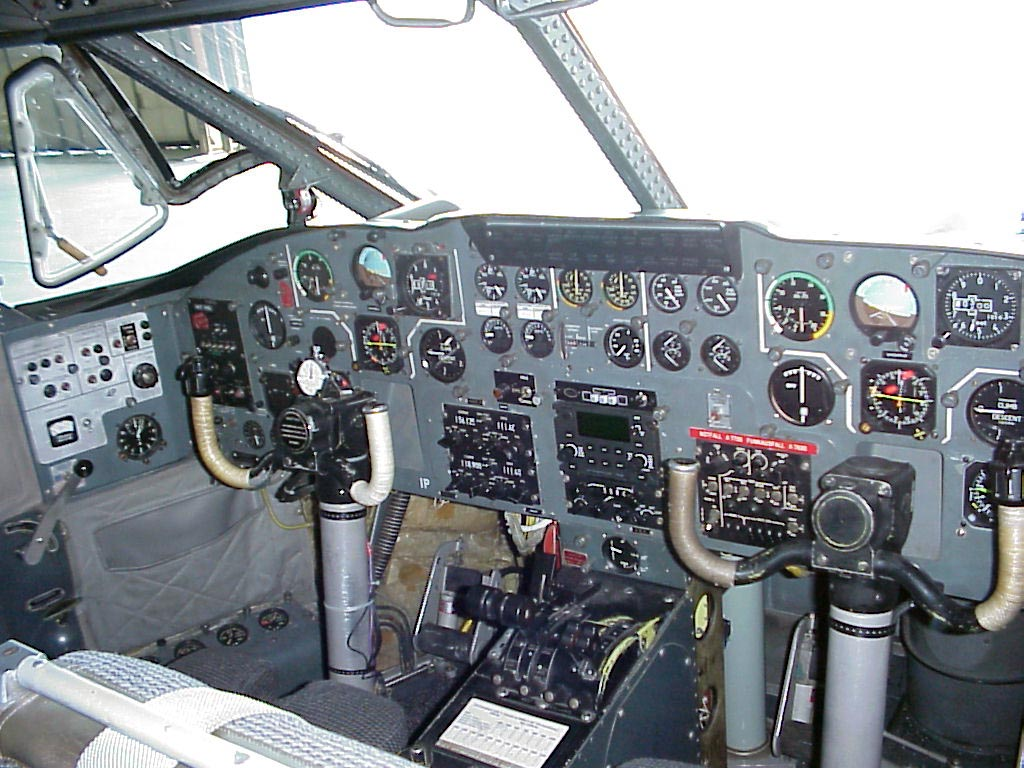
Détail du cockpit d'un Skyvan

- Skyvan 1 : Désignation portée par le prototype construit à un seul exemplaire et mû par deux moteurs Continental GTSIO-520.
- Skyvan 1 A : Désignation portée par le prototype à la suite de sa remotorisation avec des turbopropulseurs Turbomeca Astazou.
- Skyvan 2 : Désignation portée par la version de série du Skyvan 1A et produite à treize exemplaires.
- Skyvan 3 : Désignation portée par la version de série du Skyvan motorisé avec les turbopropulseurs Garrett TPE331 et produite à quatre-vingt-cinq exemplaires.
- Skyvan 3M : Désignation portée par la version militaire du Skyvan 3 et produite à cinquante exemplaires.

## Utilisateurs
Le Short SC.7 Skyvan a été (et est encore en 2012) utilisé par des clients tant civils que militaires.
Le Skyvan est un avion prisé par les parachutistes sportifs pour sa capacité d'emport élevée permettant d'amener  jusqu'à 16 parachutistes (contre 10 pour un Pilatus PC-6) à 4 000 m d'altitude. 

### Utilisateurs civils
- Angola
  - SonAir.
- Australie
  - Macair Airlines.
- Autriche
  - Pink Aviation[7]
- Canada
  - Summit Air.
- États-Unis
  - Alaska Air Taxi.
  - Era Aviation.
- Finlande

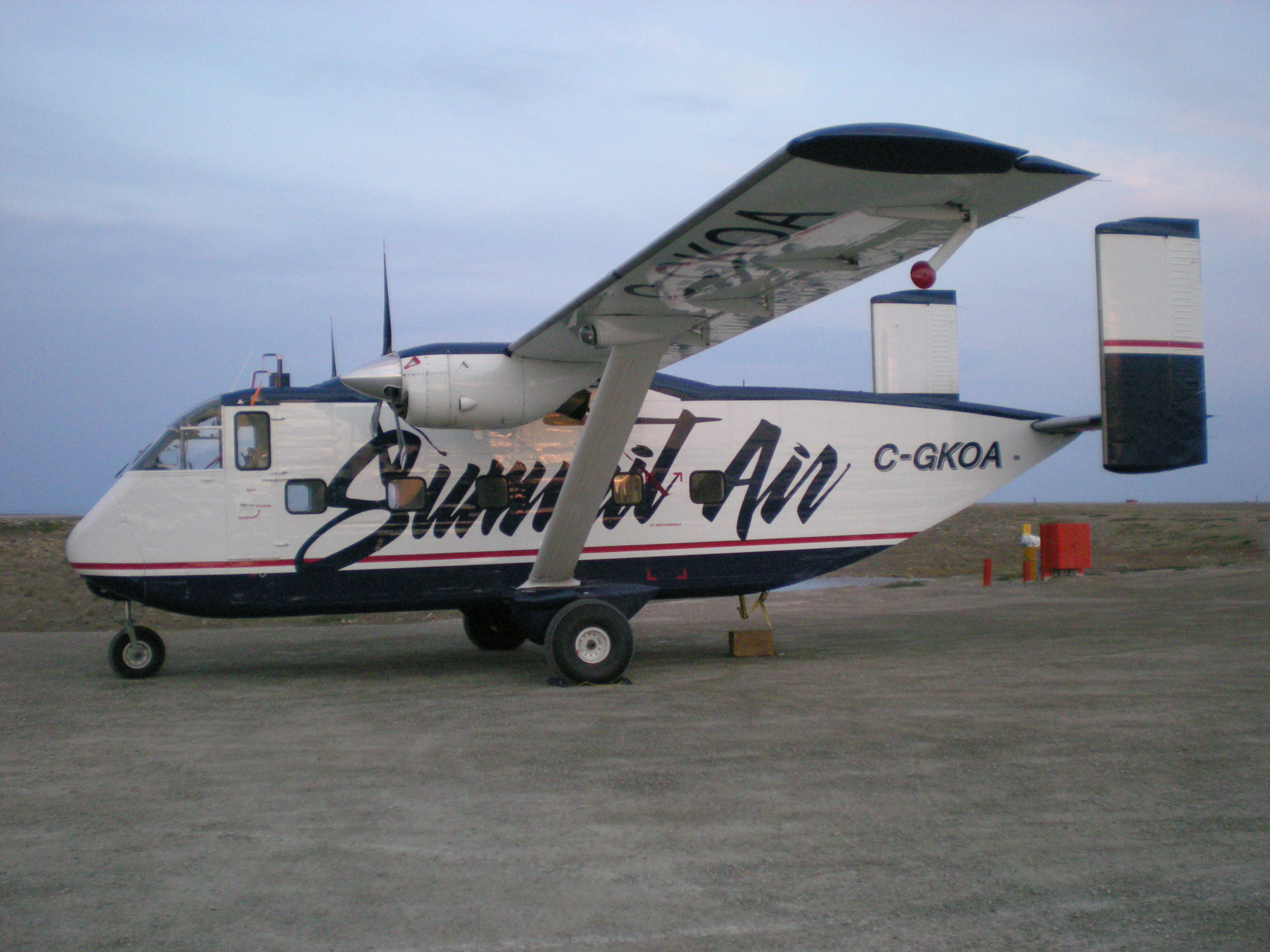
GKOA - Short SC.7 Skyvan de la compagnie canadienne Summit Air

  - Aalto-yliopiston teknillinen korkeakoulu[8]
- Grèce
  - Olympic Airlines.
- Indonésie
  - Deraya Air Taxi.
  - Eastindo[9]

- France
  - Parachutisme 38 (Pamiers)[10]
- Malaisie
  - Layang Layang Aero.
  - Malaysian Air Charter.
- Royaume-Uni
  - Invicta Aviation[11].
- Venezuela
  - Correos de Venezuela[12].

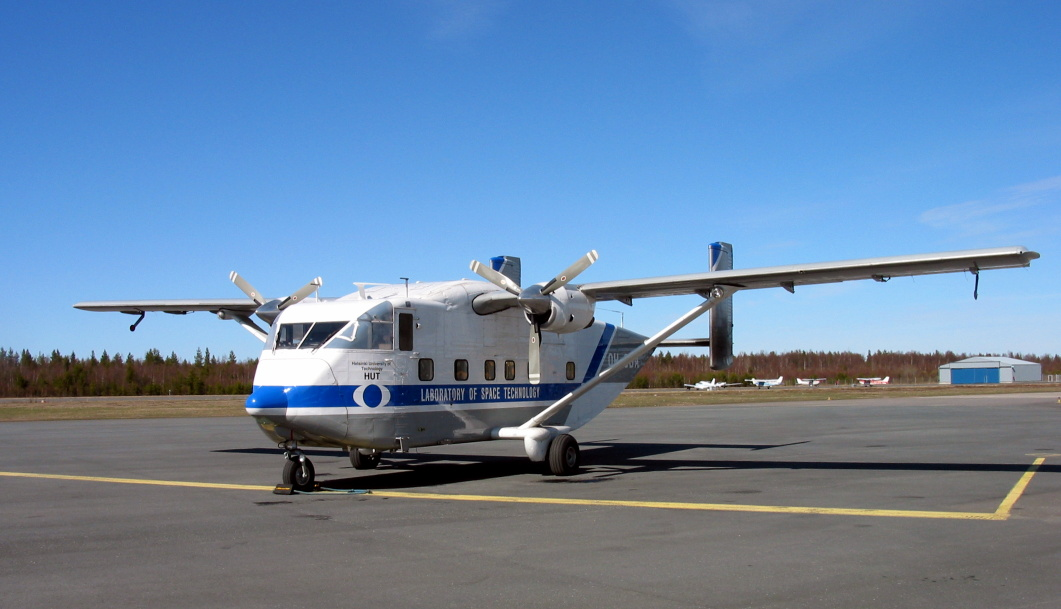
Shorts SC.7 Skyvan de l'université d'Helsinki.

En outre diverses écoles de parachutismes dans le monde possèdent leurs propres SC.7 Skyvan.

### Utilisateurs militaires
- Argentine
  - Garde-côtière argentine.
- Autriche

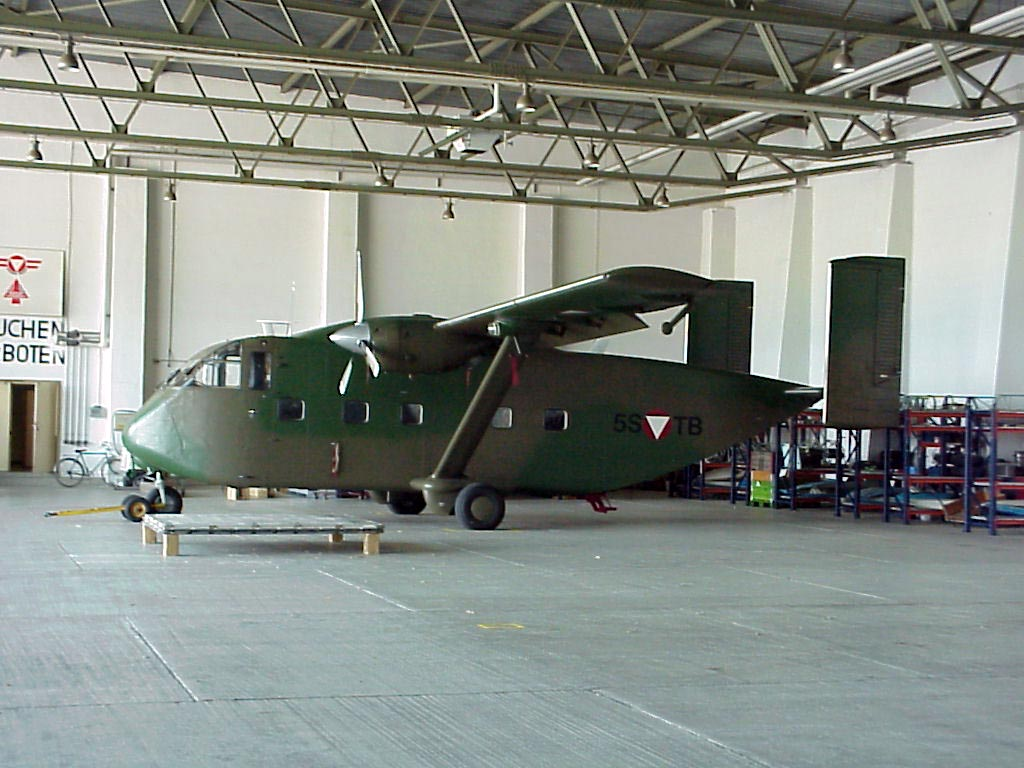
Skyvan militaire autrichien

- - Österreichische Luftstreitkräfte.
- Botswana
  - Botswana Defence Force Air Wing.
- Ciskei
  - Ciskei Defence Force.
- Équateur
  - Aviación del Ejército Ecuatoriano.
- Émirats arabes unis
  - United Arab Emirates Air Force
- Gambie
  - Force aérienne gambienne.
- Ghana
  - Ghana Air Force.
- Guyana
  - Guyana Defence Force.
- Indonésie
  - Tentara Nasional Indonesia Angkatan Udara.
- Japon
  - Kaijō Hoan-chō.
- Lesotho
  - Lesotho Defence Force.
- Malawi
  - Police du Malawi.
- Mauritanie
  - Force aérienne de la République Islamique de Mauritanie
- Mexique
  - Fuerza Aérea Mexicana
- Népal
  - Nepalese Army.
  - Nepalese Army Air Service.
- Oman
  - Royal Air Force of Oman.
- Panama

- - Servicio Nacional Aeronaval.
- Royaume-Uni
  - Armée de terre britannique
- Singapour
  - Republic of Singapore Air Force.
- Thaïlande
  - Police.
- Yémen

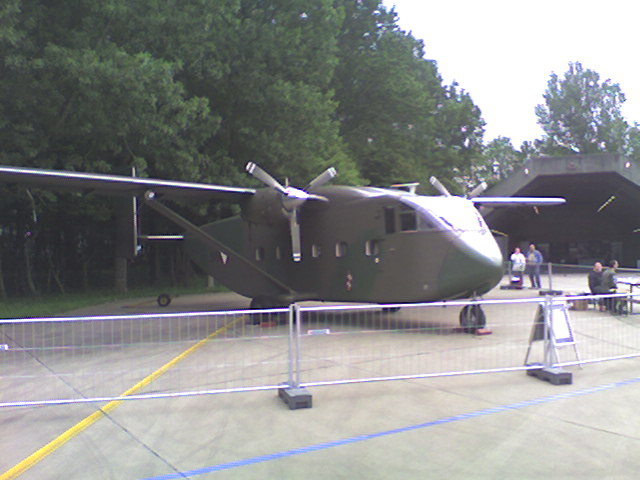
Short Skyvan autrichien

  - Al Quwwat al Jawwiya al Yemeniya.

## Appareils préservés
- Short Skyvan immatriculé N20CK[13], préservé au San Diego Air & Space Museum, à San Diego.
- Short Skyvan immatriculé N410GA, préservé[14] au Pima Air and Space Museum, à Tucson.
- Short Skyvan immatriculé G-BEOL, propriétaire privé.
- Shorts Skyvan im²matriculé 8R-GGK, base aérienne London, Timehri, East Bank Demerara, Guyana.
- Short Skyvan immatriculé 4X-AGP, utilisé par un club parachutiste israélien.

## Aéronefs dérivés
- Short 330.
- Short 360.

## Aéronefs similaires
- Antonov An-28 Cash.
- CASA C-212.
- Harbin Y-12.